# Burundai Avia
Burundai Avia is een Kazachse luchtvaartmaatschappij met haar thuisbasis in Almaty.

## Geschiedenis
Burundai Avia is opgericht in 1997.

## Vloot
De vloot van Burundai Avia bestaat uit:(jan.2007)
- 7 Antonov AN-30(A)
- 1 Antonov AN-26(A)
- 1 Antonov AN-26B